# 전세권
전세권(傳貰權, 영어: jeonse) 제도는 부동산 임대차와 유사한 대한민국의 특이한 부동산 물권제도로, 전세권이 성립함과 동시에 일정한 전세금을 전세권자가 전세권 설정자(부동산의 소유자)에게 지급하면 전세권자는 일정기간 동안 해당 부동산을 사용할 권리를 얻고 그 사용대가는 전세권설정자가 전세금의 이자수입으로 충당하는 것이다. 이는 6.25 전쟁 이후 주택 부족이라는 한국의 특수한 상황하에 발전된 제도로서, 종래 "임대차와 소비대차의 결합체"로서 관습상 이루어져 온 채권적 전세제도를, 현행민법이 이용권 강화라는 요청에 응하여 이를 물권으로 신설한 것이다.
입법자에 의하면 "임차권에 물권적 효력을 부여할 필요"가 있는 것이고 또한 "가옥과 금전의 상호대차라는 서민층의 유무상통(有無相通) 관행을 법제화할 필요"에 의해 신설한 것이다. 적어도 전세권은 대한민국 사회에서 발달해 온 제도를 입법화했다는 데에 특별한 의의가 있다. 민법전의 규정에 따르면 전세권이라 함은 전세금을 지급하고 타인의 부동산을 그의 용도에 좇아 사용·수익한 후 전세권의 소멸시에 목적부동산으로부터 전세금을 우선변제받을 수 있는 권리이다.(민법 제303조 1항)

## 전세권의 효력

### 전세권의 효력이 미치는 범위

#### 상린관계
제213조, 제214조, 제216조 내지 제244조의 규정은 전세권자간 또는 전세권자와 인지소유자 및 지상권자간에 이를 표준으로 적용한다. (제319조)

### 전세권자의 권리 · 의무
전세권자는 목적물의 현상(現狀)을 유지하고 그 통상의 관리에 속한 수선을 하여야 한다.(민법 제309조) 현상의 유지 및 통상의 관리인 여부는 거래관념에 의하여 정할 것이다. 전세권자는 임차인과 달리(대한민국 민법 제626조) 이러한 수선의무를 부담하고 있으므로 필요비상환청구권을 갖지 않는다. 다만 유익비에 대한 상환청구권은 있다.

### 전세권의 처분

#### 전세권에 기한 경매청구권
전세권설정자가 전세금의 반환을 지체한 때에는 전세권자는 민사집행법의 정한 바에 의하여 전세권의 목적물의 경매를 청구할 수 있다. (제318조) 판례에 따르면 전세권자의 전세목적물 인도의무 및 전세권설정등기말소등기의무와 전세권설정자의 전세금반환의무는 서로 동시이행의 관계에 있으므로 전세권자인 채권자가 전세목적물에 대한 경매를 청구하려면 우선 전세권설정자에 대하여 전세목적물의 인도의무 및 전세권설정등기말소의무의 이행제공을 완료하여 전세권설정자를 이행지체에 빠뜨려야 한다. 그리고 “건물의 일부에 대하여 전세권이 설정되어 있는 경우 그 전세권자는 민법 제303조 제1항, 제318조의 규정에 의하여 그 건물 전부에 대하여 후순위 권리자 기타 채권자보다 전세금의 우선변제를 받을 권리가 있고, 전세권설정자가 전세금의 반환을 지체한 때에는 전세권의 목적물의 경매를 청구할 수 있다 할 것이나, 전세권의 목적물이 아닌 나머지 건물부분에 대하여는 우선변제권은 별론으로 하고 경매신청권은 없다.”
“전세권에 대하여 설정된 저당권은 민사소송법 제724조 소정의 부동산경매절차에 의하여 실행하는 것이나, 전세권의 존속기간이 만료되면 전세권의 용익물권적 권능이 소멸하기 때문에 더 이상 전세권 자체에 대하여 저당권을 실행할 수 없게 되고, 이러한 경우는 민법 제370조, 제342조 및 민사소송법 제733조에 의하여 저당권의 목적물인 전세권에 갈음하여 존속하는 것으로 볼 수 있는 전세금반환채권에 대하여 추심명령 또는 전부명령을 받거나(이 경우 저당권의 존재를 증명하는 등기부등본을 집행법원에 제출하면 되고 별도의 채무명의가 필요한 것이 아니다), 제3자가 전세금반환채권에 대하여 실시한 강제집행절차에서 배당요구를 하는 등의 방법으로 자신의 권리를 행사할 수 있을 뿐이다.”

#### 전세권의 양도
제306조에 따라, 전세권자는 전세권을 타인에게 양도 또는 담보로 제공할 수 있고 그 존속기간 내에서 그 목적물을 타인에게 전전세 또는 임대할 수 있다. 그러나 설정행위로 이를 금지한 때에는 그러하지 아니하다. 전세권의 양도로 전세금반환채권도 같이 양도되지만, 전세권의 양도에는 전세권설정자의 동의나 양도통지(제450조)를 요하지 않는다. 다만, 전세권양도는 물권의 이전이므로 전세권 양도의 합의(물권행위)와 등기(전세권이전의 부기등기)가 필요하다.

## 기타 판례
- 전세권 설정등기를 마친 민법상의 전세권은 그 성질상 용익물권적 성격과 담보물권적 성격을 겸비한 것으로서 전세권의 존속기간이 만료되면 전세권의 용익물권적 권능은 전세권설정등기의 말소없이도 당연히 소멸하고 단지 전세금반환채권을 담보하는 담보물권적 권능의 범위 내에서 전세금의 반환시까지 그 전세권설정등기의 효력이 존속하고 있다.[8]

## 저소득가구 전세자금 대출 사건
저소득가구 전세자금 대출 사건은 대한민국 유명 헌법재판소 판례이다.

### 사실관계
청구인들은 법원에서 파산선고 및 면책허가결정을 받은 자들로서, 청구인 A는 국민주택기금 수탁자인 농협중앙회에, 청구인 B, C는 같은 수탁자인 우리은행에 국민주택기금의 저소득가구 전세자금 대출신청을 하였는바, 청구인 A는 2009. 9. 1., 청구인 B는 2009. 8. 21., 청구인 C는 2009.7. 31. 각 파산선고를 이유로 대출자격부적격자확인을 받았다. 이에 청구인들은 위 각 대출자격부적격자확인결정, 신용관리대상자를 국민주택기금의 저소득가구 전세자금 대출대상에서 제외하도록 규정한 국토해양부장관의 2009. 4. 1.자‘저소득가구 전세자금 지원기준’2. 나. (4) 및‘국민주택기금 운용 및 관리규정’(2008. 10. 2. 국토해양부 훈령 제160호로 개정된 것) 제13조제1항 제4호, 제5호가 청구인들의 평등권, 행복추구권, 인간다운 생활을 할 권리 등을 침해하여 헌법에 위반된다고 주장하며 2009. 10. 14. 이 사건 헌법소원심판1)을 청구하였다.

## 참고 문헌
- 헌법재판소 판례 2011.10.25. 2009헌마588
- p 487, 정회철, 최근 5년 중요헌법판례, 윌비스, 2014.

## 관련 법률
- 대한민국 민법 제303조 (전세권의 내용)
- 대한민국 민법 제304조 (건물의 전세권, 지상권, 임차권에 대한 효력)
- 대한민국 민법 제305조 (건물의 전세권과 법정지상권)
- 대한민국 민법 제306조 (전세권의 양도, 임대 등)
- 대한민국 민법 제307조 (전세권양도의 효력)
- 대한민국 민법 제308조 (전전세 등의 경우의 책임)
- 대한민국 민법 제309조 (전세권자의 유지, 수선의무)
- 대한민국 민법 제310조 (전세권자의 상환청구권)
- 대한민국 민법 제311조 (전세권의 소멸청구)
- 대한민국 민법 제312조 (전세권의 존속기간)
- 대한민국 민법 제312조의2 (전세금 증감청구권)
- 대한민국 민법 제313조 (전세권의 소멸통고)
- 대한민국 민법 제314조 (불가항력으로 인한 멸실)
- 대한민국 민법 제315조 (전세권자의 손해배상책임)
- 대한민국 민법 제316조 (원상회복의무, 매수청구권)
- 대한민국 민법 제317조 전세권의 소멸과 동시이행)
- 대한민국 민법 제318조 (전세권자의 경매청구권)
- 대한민국 민법 제319조 (준용규정)

## 같이 보기
- 월세
- 학원